# 套浩太乡
套浩太乡，是中华人民共和国吉林省松原市前郭尔罗斯蒙古族自治县下辖的一个乡镇级行政单位。

## 行政区划
套浩太乡下辖以下地区：
套浩太村、两家子村、长坨子村、碱巴拉村、套浩村、腰围子村和查干吐莫村。